# Kisses, Sighs, and Cherry Blossom Pink
Kisses, Sighs, and Cherry Blossom Pink (くちびるためいきさくらいろ Kuchibiru Tameiki Sakurairo) er en japansk mangaserie/antologi lavet af Milk Morinaga. Oprindelig blev den lavet i 2003-2005 som løst sammenknyttede one-shots, der blev udgivet samlet i et bind i 2006. I 2011-2012 blev den genstartet som egentlig serie, hvilket resulterede i en efterfølgende samlet let ommøbleret udgivelse i to bind.
Serien er ikke oversat til dansk, men Seven Seas Entertainment har udgivet serien i et samlet bind på engelsk som Kisses, Sighs, and Cherry Blossom Pink, og forlaget Carlsen har udgivet den på tysk i to bind som Cherry Lips.

## Plot
De forskellige one-shots og serien handler om forskellige piger på Sakurakai Pigegymnasium og op- og nedturene i deres indbyrdes kærlighedsliv. I det første bind er de fleste historier uafhængige af hinanden, men flere figurer dukker af og til op i hinandens historier.

## Figurer
- Nana Kobayashi - En munter gymnasiepige der har kendt Hitomi Fujimori siden grundskolen og været venner med hende lige så længe. Da de skal til at forlade mellemskolen får Hitomi Nana til at tage optagelsesprøven til Sakurakai Gymnasium på grund af sailor fuku-uniformen. Nana består prøven og kommer ind på gymnasiet, men det gør Hitomi ikke. Efter den uventede adskillelse tænker Nana over hendes forhold til Hitomi. Nana og Hitomi er hovedpersonerne i den egentlige serie.

- Hitomi Fujimori - Nanas bedste veninde der overbeviste hende om at tage optagelsesprøven til Sakurakai Gymnasium. Hitomi kom dog ikke ind på det gymnasium men i stedet på Touhou Gymnasium. Nana og Hitomi er hovedpersonerne i den egentlige serie.

- Natsuka Katou - Et spøgelse der stadig holder til på gymnasiet, hvor hun gik, før hun flyttede til et andet og senere døde. Hun nyder at tilbringe sin tid på skolens klinik, for da hun var i live, forelskede hun sig i pigen Komatsu, der senere blev gymnasiets sundhedsplejeske.

- Narumi Abe - Et medlem af dramaklubben der spiller hovedrollen som prinsesse i et stykke på skolen. Hendes senior Tachiba spiller overfor hende som prinsen i stykket.

- Chisato Suzuki - En pige der har kendt Mizuki i årevis uden at kende hende godt. I deres første år i gymnasiet prøvede Chisato at hjælpe Mizuki, der havde et mærke på halsen, ved at tilbyde at dække det med et plaster, men Mizuki ville ikke have hjælp. To år senere drømmer Chisato om Mizuki om natten.

- Chiharu - En pige der blev bedste ven med Eri, efter at de kom i samme klasse i gymnasiet, og som elsker at spise de søde sager, hun laver. Chiharu har været forelsket i Eri i årevis men har aldrig ville fortælle det hende, fordi hun ikke ville skubbe sine følelser over på sin gode veninde.

- Eri - En fløjtespiller der var med i skolens band, men som ikke kunne spille længere efter at have kvæstet sin arm. Da hun startede i gymnasiet, begyndte hun derfor at lave søde sager i stedet.

- Nosaka - Et medlem af litteraturklubben der skriver kærlighedsnoveller til skolens litteraturmagasin.

- Michiru Endou - En læser af Nosakas noveller der med tiden ender med at falde for hende. Hun bliver medlem af litteraturklubben og tilstår en dag sin kærlighed til Nosoka, som hun beder om at gå ud med sig.

## Manga
Kisses, Sighs, and Cherry Blossom Pink er en blanding af serie og one-shots skrevet og tegnet af Milk Morinaga. De første fem kapitler blev oprindelig offentliggjort i Sun Magazines yuri-mangamagasin Yuri Shimai fra 28. juni 2003 til 17. november 2004. Efter magasinets ophør blev der offentliggjort yderligere to kapitler i magasinets arvtager Comic Yuri Hime fra 18. juli til 18. oktober 2005. De syv kapitler blev efterfølgende udgivet samlet i et bind af Ichijinsha 18. januar 2006. Af de syv kapitler er de fem one-shots, mens to, Even if We're Not Friends. og If I Kiss Her Ring Finger om Nana Kobayashi og Hitomi Fujimori hænger sammen.
Morinaga genstartede serien i oktober 2011-udgaven af Futabashas magasin Comic High!, hvor den gik indtil februar 2012-udgaven. Efterfølgende genudgav Futabasha hele serien i to bind 12. april 2012. Her blev der dog flyttet lidt rundt på tingene. Første bind bestod af fem kapitler fra 2006-udgaven, inkl. de to ovennævnte samt to nye om Nana Kobayashi og Hitomi Fujimori. Andet bind bestod så modsat af fem nye kapitler om Nana Kobayashi og Hitomi Fujimori samt to one-shots fra 2006-udgaven.
Serien er oversat til engelsk af Seven Seas Entertainment, der udgav den samlet i et bind i juni 2013. Den er desuden oversat til tysk af forlaget Carlsen, der udgav den i to bind 25. februar og 27. maj 2014.

### Bind
| Bind | Udgivet i Japan | Japansk ISBN-nr.       |
| --- | --------------- | ---------------------- |
| - | 18. januar 2006 | ISBN 978-4-758-07001-0 |
| 1. "Even if We're Not Friends." (ともだちじゃなくても。 Tomodachi Janakute mo.) 2. "The Summer Closest to Heaven." (天国に一番近い夏。 Tengoku ni Ichiban Chikai Natsu.) 3. "A Kiss, Love, and a Prince" (キスと恋と王子様 Kisu to Koi to Ouji-sama) 4. "This Love from I Can't Remember When." (いつかのこのこい。 Itsuka no Kono Koi.) 5. "Cherries for Your Lips" (くちびるにチェリー Kuchibiru ni Cherii) 6. "If I Kiss Her Ring Finger" (くすりゆびにキスしたら Kusuriyubi ni Kisushitara) 7. "Real Feelings." (ホントのキモチ。 Honto no Kimochi.) |                 |                        |
| 1 | 12. april 2012  | ISBN 978-4-575-84058-2 |
| 1. "Even if We're Not Friends." (ともだちじゃなくても。 Tomodachi Janakute mo.) 2. "The Summer Closest to Heaven." (天国に一番近い夏。 Tengoku ni Ichiban Chikai Natsu.) 3. "A Kiss, Love, and a Prince" (キスと恋と王子様 Kisu to Koi to Ouji-sama) 4. "This Love from I Can't Remember When." (いつかのこのこい。 Itsuka no Kono Koi.) 5. "If I Kiss Her Ring Finger" (くすりゆびにキスしたら Kusuriyubi ni Kisushitara) 6. "Chocolate Kiss Kiss" (チョコレート キスキス Chokoreeto Kisu Kisu) 7. "Wish upon a moon" (月に願いを Tsuki ni Negai o)     |                 |                        |
| 2 | 12. april 2012  | ISBN 978-4-575-84059-9 |
| 1. "Secret Lover" (ないしょの恋人 Naisho no Koibito) 2. "Classmate" (クラスメイト Kurasumeito) 3. "Before a Storm" (嵐の前 Arashi no Mae) 4. "Serious House Leave" (本気の家出 Honki no Iede) 5. "Our Story" (わたしたちの物語 Watashi-tachi no Monogatari) 6. "Cherries for Your Lips" (くちびるにチェリー Kuchibiru ni Cherii) 7. "Real Feelings." (ホントのキモチ。 Honto no Kimochi.) |                 |                        |

## Anmeldelser
Det første bind fra 2006 blev anmeldt af hjemmesiden Anime News Network som månedens import i oktober 2007, hvor den blev rost for at være "hjertevarm sød og ikke på den hjernedøde moe-måde, men fordi de udtrykte følelser er så ærlige." Det blev dog bemærket, at "det er måske et følelsesbetonet værk, men det forhindrer det ikke i ofte at kamme over i det melodramatiske."
Den tyske udgivelse med titlen Cherry Lips blev anmeldt af magasinet AnimaniA i april 2006, hvor der blandt andet stod, at Milk Morinaga "forbliver sin linie tro og fortæller søde kærlighedshistorier om skolepiger. Aktørernes følelser bliver imidlertid ikke altid gengældte, hvad der gør historierne lige dele spændende og autentiske. (...) Med en stemningsfuld brug af raster og en ren streg gengiver Morinaga-san pigerne kvindelige på en måde, der passer til deres alder, uden derved at tildele dem entydige roller."